# Притајено зло: Освета
Притајено зло: Освета (енгл. Resident Evil: Retribution) акциони је хорор филм из 2012. године, у режији Пола В. С. Андерсона који је такође написао сценарио. Наставак филма Притајено зло: Живот после смрти (2010), пети је део филмске серије Притајено зло, по истоименој серији Resident Evilвидео-игара. Такође је трећи филм који је режирао и написао Андерсон, после првог и претходног дела. Прати Алис Алис коју је ухватила Umbrella Corporation, приморавајући је да побегне из подводног објекта на самом крају севера, који се користи за тестирање Т-вируса.
Првобитно је планирано је Освета буде снимљена истовремено са шестим делом, али је Андерсон одлучио да се усредсерди на пети филм. Снимање је одржано у Торонту између октобра и 23. децембра 2011. године. Садржи много глумаца и ликова који су се вратили, заједно са новим ликовима из видео-игара који нису приказани у претходним филмовима, као што су Леон С. Кенеди, Ејда Вонг и Бари Бертон.
Премијерно је приказан 3. септембра 2012. у Токију. Остварио је комерцијални успех, зарадивши преко 240 милиона долара широм света, али је добио негативне критике, посебно усмерене ка ликовима, радњи и глуми, док је похваљен 3D, визуелни ефекти и кореографија борбе. Прати га филм Притајено зло: Коначно поглавље (2016).

## Радња
Алис и остале путнике теретног брода Аркадија напада Umbrella Corporation чију групу предводи Алисина бивша савезница, Џил Валентајн, којој је испран мозак. Алис је ухваћена током напада, док су судбине Криса Редфилда, Клер Редфилд и Кеј-Март остале непознате.
Клон Алис се буди у предграђу, живи са својим мужем Тодом и глувом ћерком Беки. Зомбији нападају, откривајући да је предграђе заправо Ракун Сити током инцидента са контаминацијом. Алис и Беки успеју да побегну од немртвих уз помоћ Рејн Окампе; док беже, удари их камион и онесвести Рејн. Алис крије Беки у другој кући, али је убија Тод који је постао зомби.
У међувремену, заробљена Алис се буди у подземном објекту где је Џил испитује. Током нестанка струје, Алис побегне из ћелије и нађе се у симулацији центра Токија. Борећи се против зомбија, она улази у контролну собу пуну мртвих запослених и упознаје Ејду Вонг, једног од најбољих агената Алберта Вескера. Вескер се појављује на екрану, објашњавајући да оба више не ради за корпорацију Umbrella, као и да је он исценирао нетанак струје. Вескер такође открива да је Црвена Краљица, један од Алисиних највећих непријатеља, поново активирана након инцидента у Кошници и да сада контролише корпорацијом. Такође јој говори да се налази у дподводном објекту који је некадашња совјетска поморска испостава на Камчатки.
Објекат је дизајнирала Umbrella за производњу клонова и стварање симулираних епидемија како би се показао ефекат Т-вируса. Ејда и Алис планирају да се састану са спасилачком екипом коју је послао Вескер, а коју чине Леон С. Кенеди, Бари Бертон и Лутер Вест, Алисин бивши савезник. Леонов тим поставља експлозив близу улаза у објекат, који ће експлодирати за два сата како би осигурао његово уништење. Група планира да се састане са Алис и Ејдом у предграђу Ракун Ситија. У симулацији Њујорка, Алис и Ејда побеђују два дива; Леон и његов тим улазе у симулацију Москве, али су окружени тешко наоружаном хордом мртвих из Лас Плагаса.
У приградском окружењу, Алис и Ејда сусрећу Беки, која Алис сматра својом мајком и везује се за њу. Такође сусрећу Џил и клонове Алисиних преминулих савезника: Џејмса Шејда, „злу” Рејн Окампу и Карлоса Оливера, који су послати да их ухвате. Током пуцњаве, Ејда даје Алис своје паметне наочаре и удицу за хватање како би она и Беки могле да пронађу излаз, пре него што се разфцоје. Њих две се сусрећу са „добрим” клоном Рејн у симулацији Москве, а Алис јој даје оружје како би чувала Беки. Она тада спасава Леонову преживелу екипу зомбија из Лас Плагаса и џиновског Ликера. Након што су се ујединили, група креће према тунелу и стиже до подморничких ограда на излазу из објекта, али их Џилин тим заседа. Ликер је заробио Беки, а „добра” Рејн је убијена, сломивши врат након што је бачена. Алис спасава Беки и убија Ликера помоћу појаса са гранатама. Бари се жртвује како би остали могли да побегну. Експлозив на улазу се активира: Леон и Лутер избегавају брзу поплаву, док Алис и Беки преживљавају кроз вентилациони систем.
На површини, све је тихо док моторне санке групе не преврне Џилина подморница. Џил и „зла” Рејн се суочавају са групом, а Ејду држе као таоца. Џил и Алис почињу да се боре једна против друге, док се Рејн — сада појачана паразитом Лас Плагас, који јој даје надљудску снагу и исцељење — бори против Леона и Лутера. Алис успе да скине уређај с Џилиних груди који контролише њен ум, враћајући је у нормалу. Рејн убија Лутера и Леон је претучен; схвативши да је Рејн превише моћна да би се борила против ње, Алис пуца у лед испод Рејниних ногу, а зомбији је вуку под воду.
Алис, Џил и преостали преживели одлазе у Вескеров штаб, тешко забарикадирану и утврђену Белу кућу, у којој се налазе преживели припадници Оружаних снага САД. Алис се сусреће са Вескером у Овалној соби, где јој он убризгава Т-вирус, враћајући јој надљудске способности. На крову, Вескер објашњава да Црвена Краљица покушава да збрише човечанство, а сви преостали неинфицирани људи су у бази.

## Улоге
| Глумац           | Улога                |
| ---------------- | -------------------- |
| Мила Јововић     | Алис                 |
| Сијена Гилори    | Џил Валентајн        |
| Мишел Родригез   | Рејн Окампо          |
| Аријана Енгинир  | Беки                 |
| Ли Бингбинг      | Ејда Вонг            |
| Борис Коџо       | Лутер Вест           |
| Јохан Урб        | Леон С. Кенеди       |
| Робин Касјанов   | Сергеј               |
| Кевин Дјуранд    | Бари Бертон          |
| Офилио Портиљо   | Тони                 |
| Одед Фер         | Карлос Оливера       |
| Колин Салмон     | Џејмс Шејд           |
| Шон Робертс      | Алберт Вескер        |
| Тошио Оки        | јапански полицајац   |
| Такато Јамасито  | јапански предузетник |
| Мика Накашима    | Јапанка              |
| Меган Шарпентије | Црвена Краљица       |